# Xã Normandy, Quận St. Louis, Missouri
Xã Normandy (tiếng Anh: Normandy Township) là một xã thuộc quận St. Louis, tiểu bang Missouri, Hoa Kỳ. Năm 2010, dân số của xã này là 32.516 người.